# Rejon kupiański
Rejon kupiański (ukr. Куп'янський район) – rejon na Ukrainie, w obwodzie charkowskim, z siedzibą w Kupiańsku. Jego powierzchnia wynosi 4612,9 km², zaś liczba ludności wynosi 130 tys. osób.
Na terenie rejonu znajduje się 8 hromad:
- 1 miejska:
  - Kupiańsk(inne języki)
- 3 sełyszczne(inne języki):
  - Szewczenkowe(inne języki)
  - Dworiczna(inne języki)
  - Wełykyj Burłuk(inne języki)
- 4 wiejskie:
  - Petropawliwka(inne języki)
  - Kuryliwka(inne języki)
  - Kindrasziwka(inne języki)
  - Wilchuwatka(inne języki)

Rejon został utworzony 19 lipca 2020 roku decyzją Rady Najwyższej z 17 lipca 2020 roku o przeprowadzeniu reformy administracyjno-terytorialnej Ukrainy. W jego skład weszły dotychczasowe rejony:
- rejon szewczenkowski
- rejon dworiczniański
- rejon wełykoburłucki
- Kupiańsk (dotychczas miasto wydzielone)